# Hasso Gehrmann
Hasso Gehrmann (* 15. Oktober 1924 in Weißenfels; † 6. März 2008 in Bregenz) war ein deutscher Designer, Philosoph und Künstler.

## Leben
Gehrmann studierte an der Ruprecht-Karls-Universität Heidelberg Kunstgeschichte bei Gustav Friedrich Hartlaub und Philosophie bei Karl Jaspers. Anschließend Bildende Kunst bei Karl Trummer an der Freien Akademie Mannheim und bei Will Sohl der FH Darmstadt.
Seit Ende des Zweiten Weltkrieges war er als bildender Künstler tätig. Von 1955 bis 1960 arbeitete Gehrmann als Industriedesigner bei AEG in Frankfurt am Main, 1961 wechselte er als Chefdesigner zu dem Haushaltsgerätehersteller Elektra Bregenz, nach deren Verkauf zu Brown, Boveri & Cie. (BBC) und Blomberg. 1982 gründete er die Gehrmann Design GmbH in Bregenz; 1996 ging er in den Ruhestand.

## Wirken
Hasso Gehrmann gestaltete Haushaltsgeräte, Wohnkonzepte, Mähdrescher und Boote. Er hatte zahlreiche Erfindungen und Patente inne, unter anderem für die Entwicklung der ersten vollautomatischen Küche der Welt.
Seit 1971 befasste er sich mit „Theoretischem Design“, Erschließung der „subjektiven Logik“ und Projektierung bi-logischen (Computer-)Denkens.

## Anerkennungen
- Erster Preis für Kunst am Bau der Stadt Heidelberg (1954)
- Ehrenpreis des Österreichischen Staatspreises für Design (1962)
- Österreichischer Staatspreis Design (1962)
- Medaillen und Preise auf der Triennale Mailand und der Intern. Design-Biennale Ljubjliana
- Ehrengabe der Vorarlberger Landesregierung
- Ehrenmitglied bei designaustria, Wien (2007)

## Ausstellungen
- 2025 vorarlberg museum Retrospektive. Hasso Gehrmann (1924–2008) Künstler, Designer und Philosoph[1]

## Mitgliedschaften
- Bund Bildender Künstler Baden-Württembergs
- Bund Bildender Künstler Nordrhein-Westfalen
- Salon des Réalités Nouvelles, Paris
- VDID – Verband Deutscher Industrie-Designer
- Österreichisches Institut für Formgebung, Wien
- Forschungsgesellschaft für Wohnen, Bauen, Planen, Wien
- Berufsverband der bildenden Künstler Vorarlbergs
- Internat. Bodensee-Club (ehem. Präsident)

## Schriften
- Die Theorie der Evolution, Bregenz 1986
- Theoretische Kunst/Ontologie/Metakunst/Futurologie, Bregenz/Wien 1993